# Persone di cognome Mazza
| Questa pagina contiene informazioni ricavate automaticamente dalle voci biografiche con l'ausilio del template Bio e di un bot. L'aggiornamento è periodico e automatico e ricostruisce completamente la pagina. Se manca una persona in questa lista, sei pregato di non aggiungerla, ma accertati piuttosto che la sua voce biografica contenga il template Bio e che i dati anagrafici siano correttamente compilati. Se il template Bio manca, inseriscilo tu stesso o, in alternativa, metti l'avviso {{tmp\|Bio}} che ne segnala la mancanza. Se i dati riportati sono sbagliati, correggi direttamente la voce biografica; le modifiche saranno visibili in questa lista entro pochi giorni. Per chiarimenti vedi il progetto antroponimi. La lista contiene solo le 53 persone che sono citate nell'enciclopedia e per le quali è stato implementato correttamente il template Bio. Pagina aggiornata al 22 gen 2025. |

Questa è una lista di persone presenti nell'enciclopedia che hanno il cognome Mazza, suddivise per attività principale.

## Allenatori di calcio(3)
- Bruno Mazza, allenatore di calcio e calciatore italiano (Crema, n. 1924 - Milano, † 2012)
- Giampaolo Mazza, allenatore di calcio e ex calciatore sammarinese (Genova, n. 1956)
- Paolo Mazza, allenatore di calcio e dirigente sportivo italiano (Vigarano Mainarda, n. 1901 - Ferrara, † 1981)

## Arbitri di calcio(1)
- Aniello Mazza, arbitro di calcio italiano (Torre del Greco, n. 1905 - Torre del Greco, † 1980)

## Attrici(1)
- Veronica Mazza, attrice italiana (Nola, n. 1973)

## Attrici teatrali(1)
- Francesca Mazza, attrice teatrale italiana (Cremona, n. 1958)

## Avvocati(1)
- Pietro Mazza, avvocato, giornalista e politico italiano (Voghera, n. 1820 - Varzi, † 1891)

## Bassiste(1)
- Antonella Mazza, bassista e contrabbassista italiana (Lamezia Terme, n. 1974)

## Calciatori(6)
- Guido Mazza, calciatore italiano (Torino, n. 1903 - † 1977)
- Marco Mazza, ex calciatore sammarinese (San Marino, n. 1963)
- Pablo Mazza, calciatore argentino (Pergamino, n. 1989)
- Paolo Mazza, ex calciatore sammarinese (San Marino, n. 1961)
- Pier Filippo Mazza, calciatore sammarinese (Città di San Marino, n. 1988)
- Pio Roberto Mazza, calciatore italiano (Torino, n. 1906 - † 1979)

## Cestisti(1)
- Matt Mazza, cestista e allenatore di pallacanestro statunitense (Niagara Falls, n. 1923 - Lewiston, † 2003)

## Ciclisti su strada(1)
- Adolfo Mazza, ciclista su strada e imprenditore italiano (Rivanazzano, n. 1865 - Genova, † 1956)

## Conduttrici televisive(1)
- Benedetta Mazza, conduttrice televisiva, conduttrice radiofonica e ex modella italiana (Parma, n. 1989)

## Direttori d'orchestra(1)
- Gianni Mazza, direttore d'orchestra, compositore e tastierista italiano (Roma, n. 1944)

## Dirigenti d'azienda(1)
- Lamberto Mazza, dirigente d'azienda e dirigente sportivo italiano (Roma, n. 1926 - Pordenone, † 2012)

## Disc jockey(1)
- Andrea Mazza, disc jockey e produttore discografico italiano (Sabaudia, n. 1976)

## Doppiatrici(1)
- Sonia Mazza, doppiatrice italiana (Modena, n. 1972)

## Educatori(1)
- Mario Mazza, educatore italiano (Genova, n. 1882 - Verona, † 1959)

## Funzionari(1)
- Libero Mazza, prefetto e politico italiano (Pisa, n. 1910 - Milano, † 2000)

## Giornalisti(1)
- Mauro Mazza, giornalista e scrittore italiano (Roma, n. 1955)

## Imprenditori(1)
- Gabriele Giovanni Mazza, imprenditore italiano (Magasa, n. 1851 - Truckee, † 1933)

## Mafiose(1)
- Anna Mazza, mafiosa italiana (Afragola, n. 1937 - Acerra, † 2017)

## Medici(1)
- Salvador Mazza, medico e batteriologo argentino (Buenos Aires, n. 1866 - Monterrey, † 1946)

## Mezzofondisti(1)
- Marco Mazza, ex mezzofondista italiano (n. 1977)

## Militari(2)
- Achille Mazza, militare italiano (San Calogero, n. 1940 - Amantea, † 1992)
- Giacomo Mazza, militare austriaco (Magasa, n. 1826 - Magasa, † 1911)

## Modelle(1)
- Valeria Mazza, supermodella e conduttrice televisiva argentina (Rosario, n. 1972)

## Musicisti(1)
- Manlio Mazza, musicista, compositore e direttore d'orchestra italiano (Cremona, n. 1889 - Firenze, † 1937)

## Ostacolisti(1)
- Giorgio Mazza, ex ostacolista italiano (Venezia, n. 1939)

## Pittori(4)
- Aldo Mazza, pittore, pubblicitario e illustratore italiano (Milano, n. 1880 - Gavirate, † 1964)
- Damiano Mazza, pittore italiano (Padova, n. 1550 - Venezia, † 1576)
- Giuseppe Mazza, pittore italiano (Milano, n. 1817 - Milano, † 1884)
- Salvatore Mazza, pittore, scrittore e incisore italiano (Milano, n. 1819 - Milano, † 1886)

## Poeti(3)
- Angelo Mazza, poeta e letterato italiano (Parma, n. 1741 - Parma, † 1817)
- Armando Mazza, poeta, scrittore e giornalista italiano (Palermo, n. 1884 - Milano, † 1964)
- Giovanni Mazza, poeta italiano (Torre del Greco, n. 1877 - Napoli, † 1943)

## Politici(4)
- Crescenzo Mazza, politico e medico italiano (Torre del Greco, n. 1910 - Roma, † 1990)
- Dino Mazza, politico italiano (Tirano, n. 1940)
- Francesco Mazza, politico e generale italiano (Rivanazzano, n. 1841 - Torino, † 1924)
- Luigi Mazza, politico sammarinese

## Presbiteri(2)
- Carlo Mazza, presbitero italiano (Lasnigo, n. 1738 - Asso, † 1808)
- Nicola Mazza, presbitero e educatore italiano (Verona, n. 1790 - Verona, † 1865)

## Religiose(1)
- Maria Elisabetta Mazza, religiosa italiana (Martinengo, n. 1886 - Bergamo, † 1950)

## Sassofoniste(1)
- Cristina Mazza, sassofonista italiana (Milano, n. 1955)

## Scultori(2)
- Camillo Mazza, scultore italiano (Bologna, n. 1602 - Bologna, † 1672)
- Giuseppe Maria Mazza, scultore e pittore italiano (Bologna, n. 1653 - Bologna, † 1741)

## Showgirl(1)
- Maria Mazza, showgirl, attrice e ex modella italiana (Weehawken, n. 1975)

## Vescovi cattolici(2)
- Antonio Mazza, vescovo cattolico italiano (Alpicella d'Aveto, n. 1919 - Piacenza, † 1998)
- Carlo Mazza, vescovo cattolico italiano (Entratico, n. 1942)